# 산화 바나듐(V)
산화 바나듐(V)(Vanadium(V) oxide) 또는 오산화 바나듐(vanadium pentoxide)은 화학식 V2O5을 갖는 무기 화합물이다. 갈색/노란색 고체이지만 수용액에서 신선하게 침전시킬 경우 색은 오렌지색을 보인다. 높은 산화 상태로 인해 양쪽성 산화물이자 산화제이다. 산업적인 측면에서 보면 널리 사용되는 산업 촉매제이기 때문에 가장 중요한 바나듐 화합물이다.

## 생물 반응
산화 바나듐(V)은 인간에게 준수한 급성 독성을 보이며 LD50은 약 470 mg/kg에 달한다. 먼지로 흡입하는 경우 위험성은 더 커지며 LD50의 범위는 14일 노출 시 4~11mg/kg에 달한다.